# 茲納緬卡 (沃洛達爾西克-沃林西基區)
50°38′3″N 28°32′9″E / 50.63417°N 28.53583°E
茲納緬卡（烏克蘭語：Знам'янка），是烏克蘭北部的村莊，隸屬日托米爾州的日托米爾區。該村面積9.78平方公里，2001年人口190，人口密度每平方公里19.43人。